# 北緯58度線
北緯58度線（ほくい58どせん）は、地球の赤道面より北に地理緯度にして58度の角度を成す緯線。ヨーロッパ、アジア、太平洋、北アメリカ、大西洋を通過する。
この緯度の下では、夏至点時の可照時間は18時間11分で、冬至点時は6時間27分である。

## 通過する地域一覧
北緯58度線は、本初子午線から東に向かって以下の場所を通っている。
| 地理座標                                               | 国土・領土・領海         | 備考                                                                  |
| ------------------------------------------------------ | ------------------------ | --------------------------------------------------------------------- |
| 北緯58度0分 東経0度0分 / 北緯58.000度 東経0.000度      | 北海                     |                                                                       |
| 北緯58度0分 東経7度2分 / 北緯58.000度 東経7.033度      | ノルウェー               | 最南端地点                                                            |
| 北緯58度0分 東経7度32分 / 北緯58.000度 東経7.533度     | スカゲラク海峡           |                                                                       |
| 北緯58度0分 東経11度32分 / 北緯58.000度 東経11.533度   | スウェーデン             |                                                                       |
| 北緯58度0分 東経16度47分 / 北緯58.000度 東経16.783度   | バルト海                 | スウェーデン・ゴットランド島、フォーレ島（英語版）の北を通過          |
| 北緯58度0分 東経22度1分 / 北緯58.000度 東経22.017度    | エストニア               | サーレマー島                                                          |
| 北緯58度0分 東経22度11分 / 北緯58.000度 東経22.183度   | リガ湾                   |                                                                       |
| 北緯58度0分 東経24度25分 / 北緯58.000度 東経24.417度   | エストニア               |                                                                       |
| 北緯58度0分 東経24度55分 / 北緯58.000度 東経24.917度   | ラトビア                 |                                                                       |
| 北緯58度0分 東経25度15分 / 北緯58.000度 東経25.250度   | エストニア               | 約3km                                                                 |
| 北緯58度0分 東経25度18分 / 北緯58.000度 東経25.300度   | ラトビア                 | 約9km                                                                 |
| 北緯58度0分 東経25度27分 / 北緯58.000度 東経25.450度   | エストニア               |                                                                       |
| 北緯58度0分 東経27度41分 / 北緯58.000度 東経27.683度   | ロシア                   |                                                                       |
| 北緯58度0分 東経140度33分 / 北緯58.000度 東経140.550度 | オホーツク海             |                                                                       |
| 北緯58度0分 東経157度40分 / 北緯58.000度 東経157.667度 | ロシア                   | カムチャツカ半島                                                      |
| 北緯58度0分 東経161度59分 / 北緯58.000度 東経161.983度 | ベーリング海             |                                                                       |
| 北緯58度0分 西経157度37分 / 北緯58.000度 西経157.617度 | アメリカ合衆国           | アラスカ州 - アラスカ半島                                             |
| 北緯58度0分 西経155度2分 / 北緯58.000度 西経155.033度  | シェリコフ海峡（英語版） |                                                                       |
| 北緯58度0分 西経153度5分 / 北緯58.000度 西経153.083度  | アメリカ合衆国           | アラスカ州 - ラズベリー島（英語版）、アフォニャック（英語版）         |
| 北緯58度0分 西経152度47分 / 北緯58.000度 西経152.783度 | 太平洋                   | アラスカ湾                                                            |
| 北緯58度0分 西経136度31分 / 北緯58.000度 西経136.517度 | アメリカ合衆国           | アラスカ州 - ヤコビ島（英語版）、チチャゴフ島、アドミラルティ島、本土 |
| 北緯58度0分 西経133度3分 / 北緯58.000度 西経133.050度  | カナダ                   | ブリティッシュコロンビア州 アルバータ州 サスカチュワン州 マニトバ州   |
| 北緯58度0分 西経92度49分 / 北緯58.000度 西経92.817度   | ハドソン湾               |                                                                       |
| 北緯58度0分 西経77度12分 / 北緯58.000度 西経77.200度   | カナダ                   | ケベック州 ニューファンドランド・ラブラドール州                       |
| 北緯58度0分 西経62度9分 / 北緯58.000度 西経62.150度    | 大西洋                   |                                                                       |
| 北緯58度0分 西経7度6分 / 北緯58.000度 西経7.100度      | イギリス                 | スコットランド - ルイスアンドハリス島                                 |
| 北緯58度0分 西経6度23分 / 北緯58.000度 西経6.383度     | ミンチ海峡               |                                                                       |
| 北緯58度0分 西経5度19分 / 北緯58.000度 西経5.317度     | イギリス                 | スコットランド                                                        |
| 北緯58度0分 西経3度52分 / 北緯58.000度 西経3.867度     | 北海                     |                                                                       |